# Legge organica del Bangsamoro

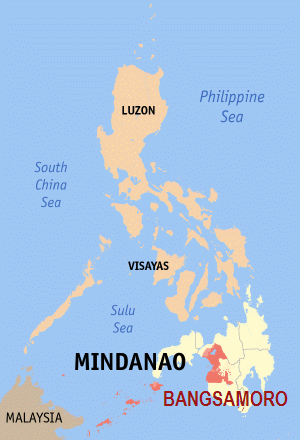
Mappa delle Filippine in cui è messa in evidenza la locazione del Bangsamoro a Mindanao.

La legge organica del Bangsamoro (in inglese Bangsamoro Organic Law o Bangsamoro Basic Law), nota anche come legge basilare del Bangsamoro, è una legge avente l'obiettivo di creare l'entità politica del Bangsamoro nelle Filippine e provvedere allo stabilimento della sua struttura di governo, il quale sostituirebbe la già esistente Regione Autonoma nel Mindanao Musulmano.
La legge fondamentale sul Bangsamoro è basata sull'accordo globale sul Bangsamoro, un trattato di pace firmato dal Governo delle Filippine e dal Fronte di Liberazione Islamico Moro (MILF) il 27 marzo 2014.
Il disegno di legge fu presentato formalmente dal suo ideatore, l'ex Presidente delle Filippine Benigno Aquino III, ai principali membri del Congresso il 10 settembre 2014. Questo fu approvato dalla Camera dei rappresentanti, nonostante le accuse riguardo al suo presunto carattere incostituzionale, ma fu temporaneamente accantonato dal Senato per via della sua complessità. Il progetto fu infine ratificato dalle due Camere, con qualche modifica, durante la successiva amministrazione di Rodrigo Duterte e firmato dal Capo dello Stato il 26 luglio 2018.

## L'opinione popolare
Nel marzo 2015, sondaggi effettuati da parte del gruppo Pulse Asia rilevarono che circa il 44% dei filippini era opposto all'approvazione della legge, mentre solamente il 22% era favorevole ad essa. L'opposizione al disegno di legge fu maggiore nelle classi più povere (45% nella Classe D, 43% nella Classe E) e presso gli abitanti di Mindanao (62%). La consapevolezza delle persone riguardo alla legge fu alta, 88%.
Data la scarsa popolarità del progetto di legge, il portavoce della Camera dei rappresentanti Feliciano Belmonte Jr. (stretto collaboratore di Benigno Aquino III) riconobbe la prospettiva che la legge fondamentale sul Bangsamoro sarebbe potuta essere respinta dal Congresso per via dell'opposizione popolare, e chiese al governo filippino di produrre un "piano B".